# Elmer (Oklahoma)
Elmer – miasto w Stanach Zjednoczonych, w stanie Oklahoma, w hrabstwie Jackson.